# Zone Point
Zone Point är en udde i Storbritannien.   Den ligger i riksdelen England, i den södra delen av landet, 400 km väster om huvudstaden London.
Terrängen inåt land är platt. Havet är nära Zone Point åt sydost.  Närmaste större samhälle är Falmouth, 4,5 km nordväst om Zone Point. 